# Ударная ТЭС
«Ударная» — парогазовая ТЭС в Крымском районе Краснодарского края возле села Ударное. Построена для покрытия энергодефицита в регионе в ремонтных и пиковых режимах. Стала первой электростанцией, на которой была установлена серийная турбина ГТД-110М.

## Строительство
Турбины, установленные на 1м и 2м энергоблоках ТЭС Ударная официально не назывались.
Первоначально говорилось, что турбины планируется купить на вторичном рынке, это может быть оборудование Siemens, General Electric и Ansaldo, а затем появилась информация о закупке турбин у иранской Mapna.
А в составе 3го энергоблока была впервые применена отечественная газовая турбина большой мощности ГТД-110М производства ОДК.
По словам главы департамента инвестиций Краснодарского края В. Воробьева установка новой российской турбины ГТД-110М мощностью 110 МВт начнется в декабре 2022 года. Турбина станет первым серийным образцом.
Для выдачи мощности запланирована реконструкция ВЛ 220 кВ «Тамань — Славянская» с выполнением захода на новую ТЭС.
К августу 2021 годы были выполнены фундаменты под паровые и газовые турбины.
Осенью 2021 года начались поставки теплообменников и трубопроводов для двух сухих вентиляторных градирен, предназначенных для охлаждения вспомогательного оборудования.
В 2021 году правительство поддержало перенос почти на 2 года – на конец 2023 г. – сдачу крупной ТЭС в Тамани. Но это не поможет «дочке» «Ростеха» избежать штрафа в 3,5 млрд руб. за срыв сроков ввода.
В 2023 году «Системный оператор» (СО ЕЭС) заявил о рисках срыва заявленных сроков ввода в эксплуатацию ТЭС «Ударная» в Тамани: на тот момент в рамках пуско-наладочных работ в сеть включалась одна машина, показавшая 60 МВт. Подрядчик «Технопромэкспорт» (входит в "Ростех") планировал запустить станцию в первом полугодии 2024 года.
В марте 2024 года был аттестован и начал эксплуатироваться первый энергоблок ТЭС, поставляя в энергосеть 227 МВт мощности.
9 октября 2024 года все три блока станции были запущены в режиме видеоконференции, которую провёл Владимир Путин.
По информации Reuters, энергоблок на ТЭС Ударная был запущен на базе первой российской газовой турбины большой мощности, разработанной в качестве альтернативы западным аналогам, которые РФ больше не может импортировать. Данная турбина легче и компактнее иностранных, благодаря ей мощность ТЭС увеличилась с 456 до 560 мегаватт. Проект реализован дочерней компанией госкорпорации «Ростех» «Технопромэкспортом» при участии ВЭБ.РФ и Сбербанка.